# Jorlang Huluan
Jorlang Huluan is een bestuurslaag in het regentschap Simalungun van de provincie Noord-Sumatra, Indonesië. Jorlang Huluan telt 1151 inwoners (volkstelling 2010).